# Barry Sparks
Barry Sparks (Lucasville, 20 giugno 1968) è un bassista e chitarrista statunitense noto pe essere stato membro di band quali UFO, Michael Schenker Group, Dokken, nonché per la sua significativa attività di turnista, collaborando con musicisti come y Mann-Dude, Yngwie Malmsteen, Ted Nugent e Uli John Roth.

## Biografia
Iniziata da giovanissimo l'attività di musicista, diviene noto nel 1996, grazie all'ingresso nel Michael Schenker Group.
Sparks e il batterista Shane Gaalaas si unirono al chitarrista Jeff Kollman per formare il trio fusion tutto strumentale Cosmosquad con il quale Sparks registrò 3 album prima di uscire.
Nel 1998, Sparks è diventato un musicista itinerante per la cantante pop Billie Myers.
Alla fine degli anni '90 Sparks è stato anche ospite negli album dell'ex cantante dei Loudness Michael Vescera e poi del chitarrista degli Helloween Roland Grapow,  e ha svolto un tour con Vinnie Moore.
Nel 2001, Sparks è diventato il bassista dei Dokken, e vi è rimasto fino 2009, incidendo 3 album in studio.
Dal 2009 è membro della band giapponese B'z.

## Discografia

### Solista
- 1999 - Glimmer of Hope
- 2003 - Can't Look Back

### Con i Dokken
- 2002 - Long Way Home
- 2004 - Hell to Pay
- 2008 - Lightning Strikes Again

### Con il Michael Schenker Group
- 1996 - Written in the Sand

### Con i Cosmosquad
- Cosmosquad, 1997
- Squadrophenia, 2001